# Резолюция Совета Безопасности ООН 815
Резолюция Совета Безопасности Организации Объединённых Наций 815 (код — S/RES/815), принятая 30 марта 1993 года на заседании № 3189, касается вопроса Югославских войн.
Согласно резолюции были продолжены действия Сил Организации Объединённых Наций по охране.
За принятие резолюции проголосовали все постоянные (Китайская Народная Республика, Французская Республика, Российская Федерация, Соединённое Королевство Великобритании и Северной Ирландии, Соединённые Штаты Америки) и непостоянные (Федеративная Республика Бразилия, Республика Кабо-Верде, Республика Джибути, Королевство Испания, Венгрия, Государство Япония, Королевство Марокко, Новая Зеландия, Исламская Республика Пакистан, Боливарианская Республика Венесуэла) члены СБ ООН.